# Phosphorus virescens
Phosphorus virescens – gatunek chrząszcza z rodziny kózkowatych i podrodziny zgrzypikowych. Jedyny przedstawiciel rodzaju Phosphorus.

## Zasięg występowania
Gatunek ten występuje w Afryce.